# Rakouská dvorská kancelář
Rakouská dvorská kancelář (německy Österreichische Hofkanzlei) byla od 16. století do roku 1749 (resp. 1848) úřadem pro rakouské dědičné země (od roku 1749 potom včetně českých zemí).

## Historie
Kancelář má svůj základ ve vlastní kanceláři Maxmiliána I., pevnou podobu úřadu jí dal až Ferdinand I. roku 1526. Původní Ferdinandova koncepce kanceláře byla, že se bude jednat o dvorskou instituci s působností pro všechny země, kterým vládl (podobně jako dvorská komora, dvorská rada vojenská a tajná rada). Za tímto účelem ustanovil roku 1527 v kanceláři českou expedici v čele s českým sekretářem disponujícím velkou českou pečetí. Ovšem odebrání české velké pečeti v té době stavovské české kanceláři se setkalo s odporem a velká pečeť musela být roku 1530 postoupena do Prahy a v dvorské kanceláři zůstala česká expozitura.
Roku 1559 sloučil Ferdinand rakouskou kancelář se svou říšskou kanceláří.
V roce 1620 došlo k další reorganizaci, kancelář byla znovu oddělena od říšské kanceláře, do čela byl postaven první kancléř (Johann Baptist Verda von Verdenberg). Kancelář měla především správní pravomoci, částečně také finanční. Geograficky pod její působnost spadala německy mluvící část habsburské monarchie, převzala také správu nad Sedmihradskem (1696–1782 existovala samostatná sedmihradská dvorská kancelář), rakouským Nizozemím a Itálií.
V roce 1654 došlo přetvoření kanceláře v kolegiátní úřad. Vedle správních a finančních pravomocí již vystupovala jako nejvyšší soudní instance. Za Josefa I. byla kancelář rozdělena na dvě oddělení, politické a druhé se věnovalo juristickým otázkám. Od roku 1705 měla dva kancléře. Za Marie Terezie došlo k okleštění pravomocí, pravomoc týkající se zahraničí a habsburského dvora byla přenesena na v roce 1742 ustanovenou státní kancelář (oficiálně Haus- Hof- und Staatskanzlei). Konečně roku 1749 byla kancelář zrušena a na místo ní vzniklo Directorium in publicis et cameralibus (do něhož byla začleněna i česká dvorská kancelář, od roku 1753 užíval představený titul nejvyšší český a první rakouský kancléř) a soudní pravomoc kanceláře převzal Nejvyšší soudní úřad (nově vzniklé direktorium nově převzalo některé kamerální záležitosti).

### Po roce 1761
V roce 1761 bylo direktorium zrušeno a na začátku roku 1762 vznikla česká a rakouská kancelář (finanční záležitosti byly z pravomoci vyloučeny). Spojení dvou kanceláří se udrželo víceméně až do roku 1848, přičemž úřad získal funkci ministerstva vnitra (na to byla také přeměněna roku 1848), ovšem došlo k poměrně častým organizačním změnám.
V roce 1782 Josef II. zřídil spojený dvorský úřad (oficiálně Spojená česko-rakouská dvorská kancelář, dvorská komora a ministeriální bankodeputace), kam opět začlenil finanční správu. Tuto reformu zvrátil Leopold II., takže v letech 1790–1792 byla obnovena Česko-rakouská dvorská kancelář.
František I. znovu úřad zreformoval a vytvořil Directorium in cameralibus germanicis et hungaricis et in publico-politicis germanicis, v čele stál nejvyšší direktoriální ministr. V rámci tzv. druhé reformy Františka I. došlo k zrušení directoria roku 1797 a vznikla česko-rakouská dvorská kacelář, kam byla začleněna i soudní správa (do roku 1801 Nejvyšší soudní úřad neexistoval). Po roce 1801 byl zřízen v rámci státního a konferenčního ministerstva vnitřní department, v jehož čele stál dirigující státní ministr a pod ním působili tři kancléři: česko-rakouský, uherský, sedmihradský, od roku 1805 pak i čtvrtý italský. V roce 1802 byl vnitřní department osamostatněn jako spojená dvorská kancelář s představeným nejvyšším kancléřem.

## Dvorští kancléři
- 1527 Linhart III. z Harrachu
- 1528–1539 Bernhard z Cles, tridentský biskup
- 1539–1544 Dr. Georg Gienger
- 1544–1558 Dr. Jakob Jonas
- 1558–1563 Dr. Georg Sigmund Seid (v letech 1551–1563 říšský místokancléř)
- 1563–1577 Dr. Johann Baptist Weber
- 1577–1587 Dr. Sigmund Viehäuser
- 1587–1594 Dr. Jakob Kurz von Senftenau
- 1594–1597 Johann Wolf Freymann von Oberhausen
- 1597–1606 Dr. Rudolf Coradutz
- 1606–1612 Leopold Freiherr von Stralendorf
- 1612–1620 Hans Ludwig von Ulm (do roku 1627 říšský místokancléř)
- 1620–1637 Johann Baptist Verda von Verdenberg
- 1637–1656 Johann Mathias Prücklmayer
- 1656–1665 Jan Jáchym ze Sinzendorfu
- 1667–1683 Johann Paul Hocher von Hohengran
- 1683–1693 Theodor Althet von Strattmann
- 1694–1705 Julius Friedrich Bucellini
- 1705–1715 Jan Bedřich ze Seilernu
- 1715–1742 Filip Ludvík Václav ze Sinzendorfu[7]